# Éder Citadin Martins
Éder Citadin Martins (15 de novembre de 1986), dit simplement Éder, és un jugador professional de futbol, que juga com a davanter al Jiangsu Suning xinès.